# Вървеше по пътя човек
„Вървеше по пътя човек“ (на грузински: გზაზე ერთი კაცი მიდიოდა) е роман, написан от Отар Чиладзе през 1973 г.
Романът възкресява събития отпреди 3000 години, от историята на царство Колхида, както в Древния свят се е наричала територията на днешна Западна Грузия. Той се основава на гръцката легенда за Язон и Златното руно и последствията за царство Колхида след като гръцкият герой идва и отвлича Медея.